# Vetteberget
Vetteberget är ett berg i Stenkyrka socken i Tjörns kommun i Västra Götalands län. Bergets fot angränsar Kuballe, Mölnebo och Aröd. Toppen av berget utgör Tjörns högsta punkt på 116 m.ö.h. På bergets topp finns ett bronsåldersröse benämnt Kuballe Vette som dateras till omkring 1 000 år f.Kr.
Ordet "Vette" förekommer i flera bergsnamn i närheten, bland annat Södra Vetteberget och Norra Vetteberget i Säby på Tjörn samt Vetteberget i Stenungsund. "Vette" är synonymt med "Wettare" eller "Wård-kase" (vårdkase), vilket är ett signalsystem som användes för att varna om inkommande främmande flottor.
Berget har en rik flora, däribland tranbär och myrlilja. Vid gynnsamma väderförhållanden kan Skagen i Danmark ses från toppen.